# ظل أبيض (فلم)
ظِلٌّ أبيضٌ (بالإنجليزية: White Shadow) هو فيلم درامي صدرَ عام 2013 من تأليف وإنتاج وإخراج نواز ديشي، ومن إنتاج رايان غوسلينغ وماتيو سيكاريني وإيفا ريكوبونو. الفيلمُ من إنتاجٍ دوليٍّ مشتركٍ بين ألمانيا وإيطاليا وتنزانيا. عُرض لأول مرةٍ في فئة اختيار أسبوع النقاد في مهرجان البندقية السينمائي الدولي في نسختهِ السبعين وذلك في الثاني من أيلول/سبتمبر 2013، وفاز بجائزة أسد المستقبل في المهرجان. عُرض الفيلم لاحقًا في فئة السينما الدرامية العالمية في مهرجان صندانس السينمائي في السابع عشر من كانون الثاني/يناير 2014، كما عُرض في مهرجان سان فرانسيسكو السينمائي الدولي في الرابع من أيّار/مايو 2014 أيضًا.

## القصّة
يهربُ شابٌ مصابٌ بالبرص من الأطباء المحليين في المستشفى الذي كان يُعالَج فيه، ثمّ يبدأ بعضُ الأطباء في مطاردة الشاب المصاب بالبرص لاستخدام شيءٍ ما منهُ في جرعات الدواء.

## طاقم التمثيل
- حميسي بازيلي في دور ألياس
- جيمس جايو في دور كوزموس
- غلوري مبايووايو في دور أنطوانيت
- سلوم عبد الله في دور سلوم
- حليف رزيقي في دور الأم
- جون س. مواكيبوندا في دور أنيلَّا
- تيتو دي نتانجا في دور الأب
- جيمس ب. صلالا في دور أدين